# Роси (Польща)
Роси (пол. Rosy) — село в Польщі, у гміні Сточек-Луковський Луківського повіту Люблінського воєводства.
Населення — 205 осіб (2011).
У 1975-1998 роках село належало до Седлецького воєводства.

## Демографія
Демографічна структура станом на 31 березня 2011 року:
|          | Загалом | Допрацездатний вік | Працездатний вік | Постпрацездатний вік |
| -------- | ------- | ------------------ | ---------------- | -------------------- |
| Чоловіки | 107     | 15                 | 79               | 13                   |
| Жінки    | 98      | 16                 | 52               | 30                   |
| Разом    | 205     | 31                 | 131              | 43                   |